# Sumita
Sumita (jap. 住田町 Sumita-chō) – miasto w Japonii, na wyspie Honsiu, w prefekturze Iwate. Według danych na rok 2020 miejscowość zamieszkiwało 5 045 mieszkańców , a gęstość zaludnienia wyniosła 15,1 os./km².